# James Bowen
James Bowen (* 15. März 1979 in Surrey) ist ein britischer Schriftsteller und Musiker, der mit dem Bestseller-Buch Bob, der Streuner weltweit Bekanntheit erlangt hat.

## Leben

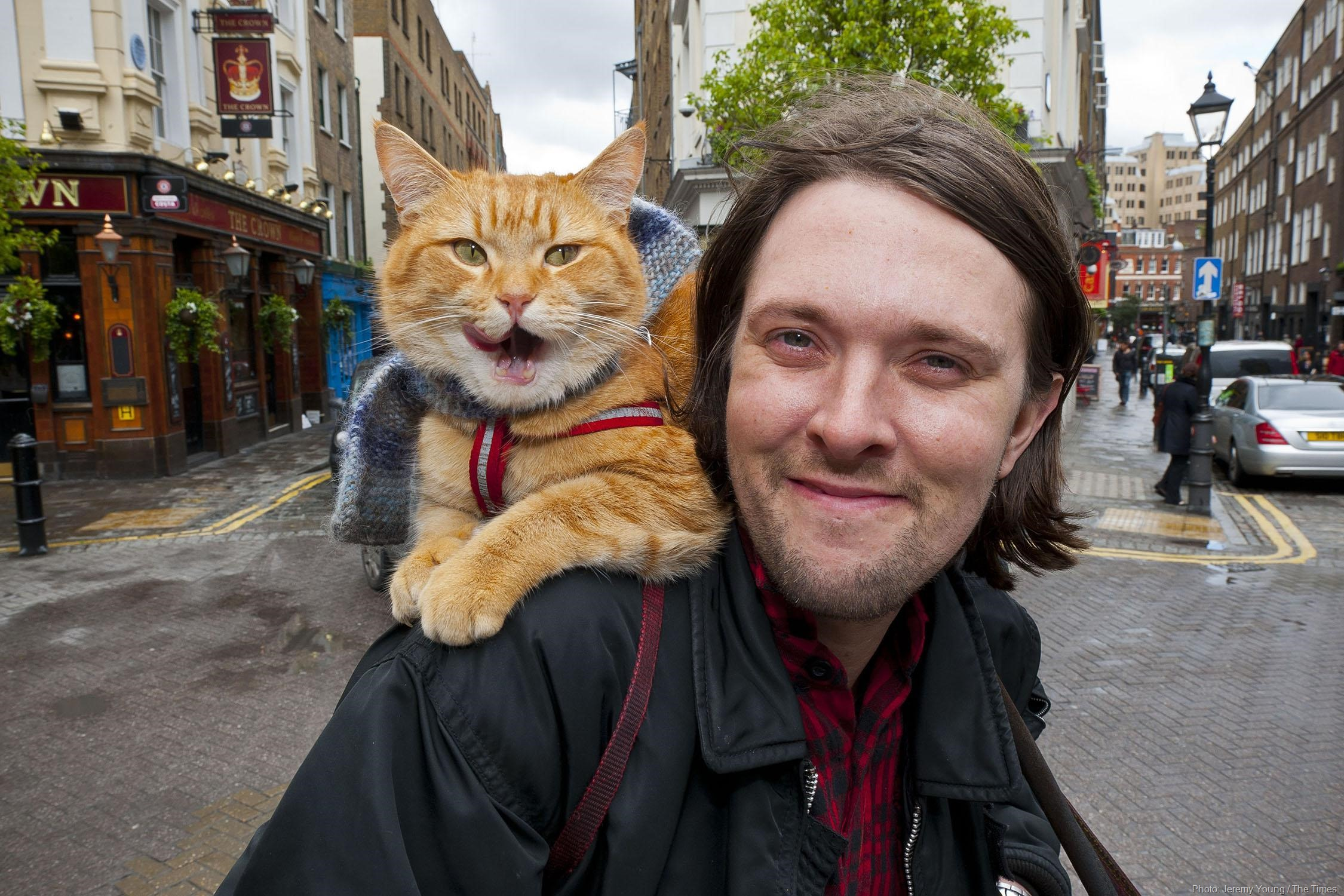
James Bowen mit Bob

James Bowen lebte als Straßenmusiker in London, wo er mit seinem Kater Bob auftrat. Im September 2010 berichtete die Islington Tribune erstmals über die beiden. Durch den Zeitungsbericht wurde die Literaturagentin Mary Pachnos auf Bowen aufmerksam. Sie nahm ihn unter Vertrag, und gemeinsam mit Garry Jenkins entstand das Buch A Street Cat Named Bob. In dem Buch erzählt James Bowen, ein drogenabhängiger, arbeitsloser Straßenmusikant (später Big-Issue-Zeitungsverkäufer), wie er eines Tages einen verletzten Kater vor seiner Wohnungstür fand. Er pflegte den Kater gesund und versuchte, ihm die Freiheit wiederzugeben. Jedoch kam der Kater, den James „Bob“ nannte, einfach immer wieder zu ihm zurück. Und da niemand nach dem Kater gesucht hatte, behielt James ihn. So entwickelte sich eine Art Zweckgemeinschaft zwischen den beiden. Bob sorgte durch seine Anwesenheit dafür, dass mehr Leute sich James’ Musik anhörten und auch Geld spendeten, leistete James Gesellschaft und James versorgte im Gegenzug den Kater Bob mit Nahrung und bot ihm ein Dach über dem Kopf. Daraus entstand schon bald eine innige Freundschaft, mit deren Hilfe James auch seine Drogenabhängigkeit besiegen konnte.
Das Buch wurde in 26 Sprachen übersetzt und war über ein Jahr in der Bestsellerliste der Sunday Times. In deutscher Sprache erschien es am 17. Mai 2013 unter dem Titel Bob, der Streuner – Die Katze, die mein Leben veränderte. In der Taschenbuchausgabe erreichte es im Juni 2013 Platz 1 der Spiegel-Bestsellerliste.
Am 13. März 2014 erschien ein weiteres Buch von James Bowen, The World According to Bob, in Deutschland unter dem Titel Bob und wie er die Welt sieht. In diesem Buch erzählt James, wie sein weiteres bisheriges Leben mit Bob verlaufen ist. 2014 erschien ein weiteres Buch von Bob und James, A Gift from Bob, in Deutschland unter dem Titel Ein Geschenk von Bob, welches ebenfalls Platz 1 der Spiegel-Bestsellerliste belegte. 2015 erschien der nächste Geschichtenband mit dem Titel For the Love of Bob, deutsch Alle lieben Bob. Die Bücher von James Bowen sind im Bastei Lübbe Verlag zusätzlich in Form einer digitalen Ausgabe erschienen. Die Titel Bob, der Streuner, Ein Geschenk von Bob und Bob und wie er die Welt sieht sind außerdem als Hörbücher erhältlich.
Die Verfilmung Bob, der Streuner startete am 12. Januar 2017 in den deutschen Kinos. Die Hauptrolle übernahm Luke Treadaway.
Kater Bob starb am 15. Juni 2020 im Alter von über 14 Jahren.

## Werke (auf Deutsch)
- Bob, der Streuner. Die Katze, die mein Leben veränderte. Bastei Lübbe, Köln 2013, ISBN 978-3-404-60693-1.
- Bob und wie er die Welt sieht. Neue Abenteuer mit dem Streuner. Bastei Lübbe, Köln 2014, ISBN 978-3-404-60802-7.
- Ein Geschenk von Bob. Ein Wintermärchen mit dem Streuner. Bastei Lübbe, Köln 2014, ISBN 978-3-404-60846-1.
- Ein Geschenk von Bob,  Ein Wintermärchen mit dem Streuner, Gelesen von Carlos Lobo, Übersetzt von Ursula Mensah, Elektronische Datenträger 2 CDS, Verlag Köln, Lübbe  (Audio), Burgwedel 2014, DNB-Link
- Alle lieben Bob. Neue Geschichten vom Streuner. Boje, Köln 2015, ISBN 978-3-414-82430-1.
- Bob der Streuner – Das Buch zum Film. Bastei Lübbe, Köln 2016, ISBN 978-3-404-60934-5.
- Mein bester Freund Bob. Was ich vom Streuner über das Glück gelernt habe. Bastei Lübbe, Köln 2018, ISBN 978-3-404-61034-1.